# Saône
"Saône" es también el nombre francés del río Saona.
 Saône  es una población y comuna francesa, en la región de Franco Condado, departamento de Doubs, en el distrito de Besançon y cantón de Besançon-Sud.

## Demografía
| 942 | 1341 | 1943 | 2200 | 2412 | 2728 |
| Para los censos de 1962 a 1999 la población legal corresponde a la población sin duplicidades (Fuente: INSEE [Consultar]) |      |      |      |      |      |